# 格洛斯特教區
聖公會格洛斯特教區（英語：Diocese of Gloucester）是英格蘭教會坎特伯雷教省下面的一個教區。成立於1541年。
轄區包括格洛斯特郡，座堂是格洛斯特座堂，現任主教為彌額爾·佩勒姆。下分一個副主教區、兩個會吏長區及十個會吏區，管理323個堂區。